# Petko Karawelow

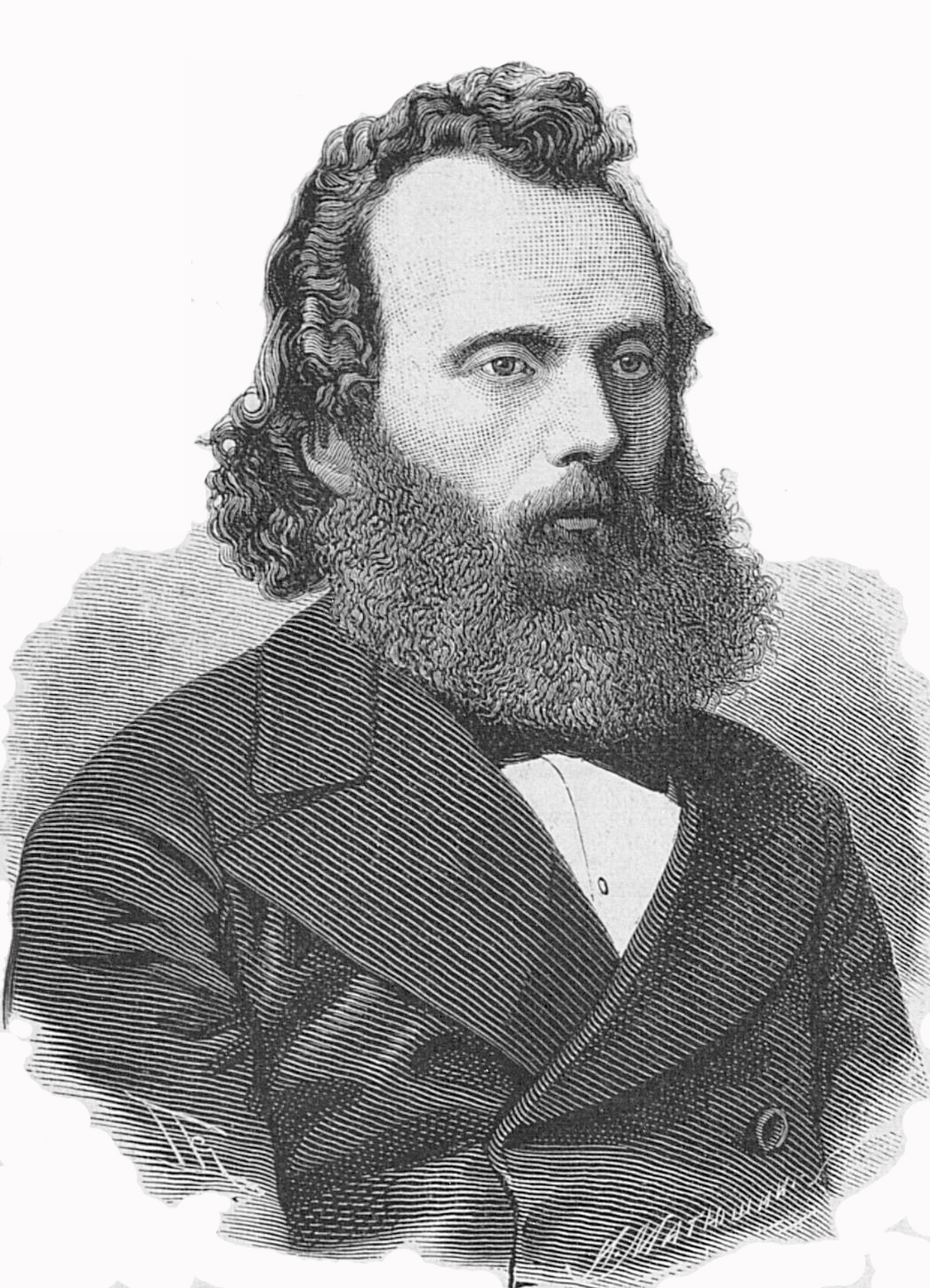
Petko Karawelow

Petko Stojtschew Karawelow (bulgarisch Петко Стойчев Каравелов; * 24. März 1843 in Kopriwschtiza (Oblast Sofia); † 24. Januar 1903 in Sofia) war ein bulgarischer Politiker und viermaliger Ministerpräsident. Er war Bruder des Dichters Ljuben Karawelow.

## Leben

### Studium und Familie
Karawelow folgte 1859 seinem älteren Bruder, dem Dichter und Revolutionär Ljuben Karawelow, nach Russland, wo er seine Schulausbildung absolvierte. Später studierte er Rechtswissenschaften und Geschichte an der Lomonossow-Universität in Moskau, das Studium beendete er 1869. Er war mit Ekaterina Karawelowa, Pädagogin, Übersetzerin, Publizistin, Frauenrechtlerin und Vorsitzende der bulgarische Women’s International League for Peace and Freedom sowie Mitbegründerinnen des Makedonischen Frauenverbandes verheiratet. Deren Tochter, Lora Karawelowa war die Ehefrau des Dichters und Revolutionskämpfers Pejo Jaworow.
Während des Russisch-Osmanischen Krieges von 1877 bis 1878 war er Soldat der russischen Armee. Als Anerkennung dafür wurde er 1878 von der russischen Besatzungsmacht zum stellvertretenden Gouverneur der Stadt Swischtow ernannt.

### Unabhängigkeit Bulgariens, Parlamentspräsident und Ministerpräsident
Anschließend war er maßgeblich an der Vorbereitung der (eingeschränkten) Unabhängigkeit Bulgariens vom Osmanischen Reich am 8. Juli 1879 beteiligt, wobei er insbesondere einer der Autoren der am 10. April 1879 beschlossenen ersten Verfassung, der so genannten Verfassung von Tarnowo, war.
Noch im gleichen Jahr wurde er erstmals zum Abgeordneten der Nationalversammlung gewählt, in der er zunächst bis 1881 die Interessen der Liberalen Partei (Либералната партия) vertrat. Als solcher war er 21. Oktober 1879 bis zum 26. März 1880 auch Präsident der Nationalversammlung.
Am 7. April 1880 wurde er von Ministerpräsident Dragan Zankow zum Finanzminister ernannt. Am 10. Dezember 1880 wurde er als Nachfolger Zankows von Fürst Alexander I. von Battenberg erstmals selbst zum Ministerpräsidenten ernannt. Während seiner bis zum 9. Mai 1881 dauernden Amtszeit blieb er zum einen Finanzminister und übernahm zum anderen auch das Amt des Justizministers.
In der darauffolgenden Zeit, während das Regime der Vollmachten geriet er in der Missgunst von Alexander I. und flüchtete nach Ostrumelien. Dort wurde er durch Fürst Aleksandar Bogoridi, auch ein bekennender Liberaler unterstützt. Von 1883 bis 1884 war er zunächst Bürgermeister von Plowdiw, ehe er am 11. Juli 1884 als Nachfolger Zankows erneut zum Ministerpräsidenten ernannt wurde. Während seiner bis zum 21. August 1886 dauernden Regierungszeit war er wiederum Finanzminister. Außerdem war er bis zum 27. Januar 1885 Minister für öffentlichen Unterricht und danach vom 2. Februar 1885 bis zum 21. August 1886 Innenminister. Zugleich war er von 1884 bis 1886 wieder Abgeordneter der Nationalversammlung sowie vom 27. bis zum 29. Juni 1884 wieder deren Präsident. Während seiner Amtszeit wurden unter anderem die Eisenbahnen verstaatlicht.
Nach einer dreitägigen Übergangsregierung von Erzbischof Kliment Turnowski während des Putsches vom 9. Augustjul. / 21. August 1886greg. war er vom 12. Augustjul. / 24. August 1886greg. bis zum 16. Augustjul. / 28. August 1886greg. zum dritten Mal Ministerpräsident. Anschließend war er für einige Wochen bis zum 27. Oktober 1886 Mitglied des Regentschaftsrates nach der Abdankung von Fürst Alexander I.
Seine Regierungszeiten waren jeweils von engen Beziehungen zum Russischen Reich geprägt. Nach seinem Abtreten als Ministerpräsident war er zeitweise Gesandter in Rumänien sowie von 1890 bis 1891 in Österreich-Ungarn.

### Haft, Parteigründer und vierte Amtszeit als Ministerpräsident

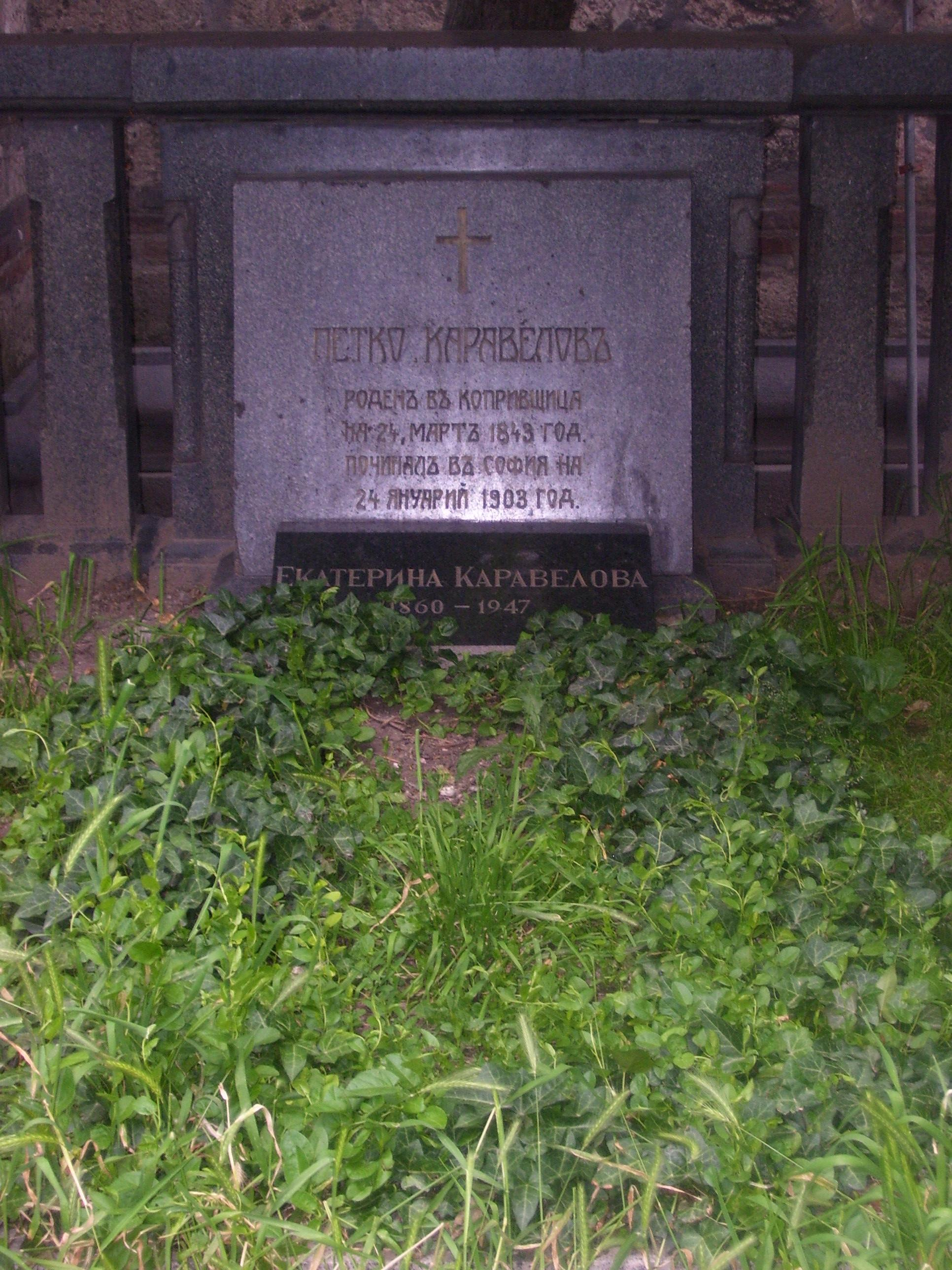
Karawelows Grab in Sofia

1891 wurde er wegen angeblicher Anstiftung zur Ermordung des Ministers Christo Beltschew zu einer anfänglichen Haftstrafe verurteilt, die später in Hausarrest über ging und die er bis zu einer Amnestie während der Amtszeit von Ministerpräsident Konstantin Stoilow 1894 verbüßte. Wahrscheinlicher Grund für die Inhaftierung war aber wohl der Bruch mit seinem bisherigen politischen Verbündeten und Vorsitzenden der Nationalliberalen Partei (Народнолибералната партия), Stefan Stambolow.
Nach seiner Haftentlassung wurde er gleich 1894 wieder zum Abgeordneten der Nationalversammlung gewählt, der er nunmehr bis 1901 angehörte. 1895 war er Gründer der Demokratischen Partei (bulg. Демократическата партия), deren Vorsitzender er bis zu seinem Tode blieb.
Am 5. März 1901 wurde er als Nachfolger von Ratscho Petrow zum vierten und letzten Mal Ministerpräsident. Als solcher war er bis zum Ende seiner Amtszeit am 3. Januar 1902 auch wieder Finanzminister sowie vom 8. Mai 1901 an auch wieder Minister für öffentlichen Unterricht. Nachfolger als Ministerpräsident wurde am 4. Januar 1902 sein Außen- und Religionsminister Stojan Petrow Danew.
Petko Karawelow wurde in der Kirche Sweti Sedmotschislenizi beigesetzt, die vor 1903 noch als Gefängnis genutzt wurde in dem Karawelow 1891 inhaftiert worden war. Nach seinem Tod wurde Aleksandar Malinow Nachfolger als Vorsitzender der Demokratischen Partei.